# Karma Goungou
Karma Goungou ist ein Dorf in der Landgemeinde Karma in Niger.

## Geographie
Das Dorf liegt auf einer Insel im Fluss Niger. Es befindet sich rund einen Kilometer südlich des Hauptorts Karma der gleichnamigen Landgemeinde, die zum Departement Kollo in der Region Tillabéri gehört. Zu weiteren Siedlungen in der Umgebung von Karma Goungou zählen am linken Flussufer Bantouré und Niamé sowie am rechten Flussufer Balati.
Karma Goungou ist Teil der Übergangszone zwischen Sahel und Sudan. Die durchschnittliche jährliche Niederschlagshöhe beträgt hier zwischen 400 und 500 mm.

## Geschichte
Karma Goungou war im August 2019 von Überschwemmungen betroffen. Die Bevölkerung leistete der Aufforderung des Bürgermeisters von Karma, rechtzeitig die Insel zu verlassen, keine Folge. Nach der Katastrophe unterstützte die Organisation Save the Children im Oktober 2019 43 betroffene Haushalte aus Karma Goungou. Auch bei der Flutkatastrophe von 2010 gehörte Karma Goungou zu den am schwersten getroffenen Orten in der Gemeinde Karma, in der innerhalb weniger Tage insgesamt 1436 Hektar landwirtschaftliche Nutzflächen überschwemmt wurden.

## Bevölkerung
Bei der Volkszählung 2012 hatte Karma Goungou 317 Einwohner, die in 39 Haushalten lebten. Bei der Volkszählung 2001 betrug die Einwohnerzahl 137 in 17 Haushalten.

## Wirtschaft und Infrastruktur
Es gibt eine Schule im Dorf.